# Antym (męczennik)

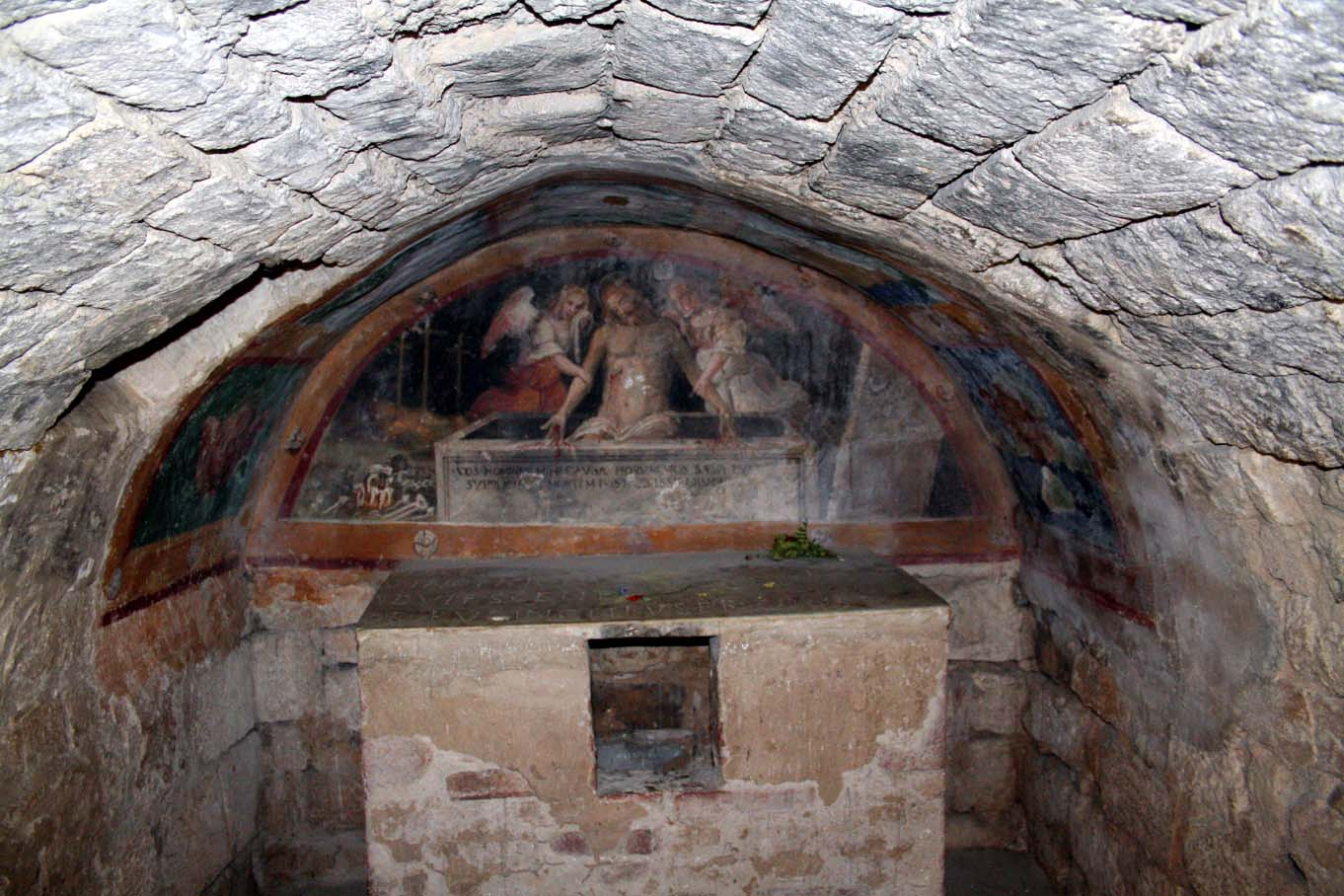
Krypta św. Antyma znajdująca się na terenie opactwa w Montalcino.

Święty Antym – żyjący w III wieku kapłan, męczennik i święty katolicki.
Prowadził działalność chrześcijańską w rejonie Via Salaria. Skazany przez prokonsula Prisco na utopienie w Tybrze przeżył, został ostatecznie ścięty ok. 303 roku.
Jego wspomnienie liturgiczne w Kościele katolickim obchodzone jest 11 maja.